# Vincenz Lang
Vincenz Lang, mit Humanistennamen Vincentius Longinus Eleutherius (* in Freystadt in Schlesien; † 15. Juli 1502), war ein deutscher Humanist und Dichter.
Wie auch Lorenz Corvinus stammte er aus Niederschlesien; er nannte sich nach seiner Heimatstadt Freystadt auch Eleutherius.

## Leben
Vincenz Lang war der Schüler von Conrad Celtis (wahrscheinlich in Ingolstadt) und Mitglied in dessen Sodalitas Danubiana. Er hielt sich 1499 bei einer Italienreise zusammen mit Johannes Rhagius von Sommerfeld in Bologna auf und traf dort möglicherweise Nicolaus Copernicus.

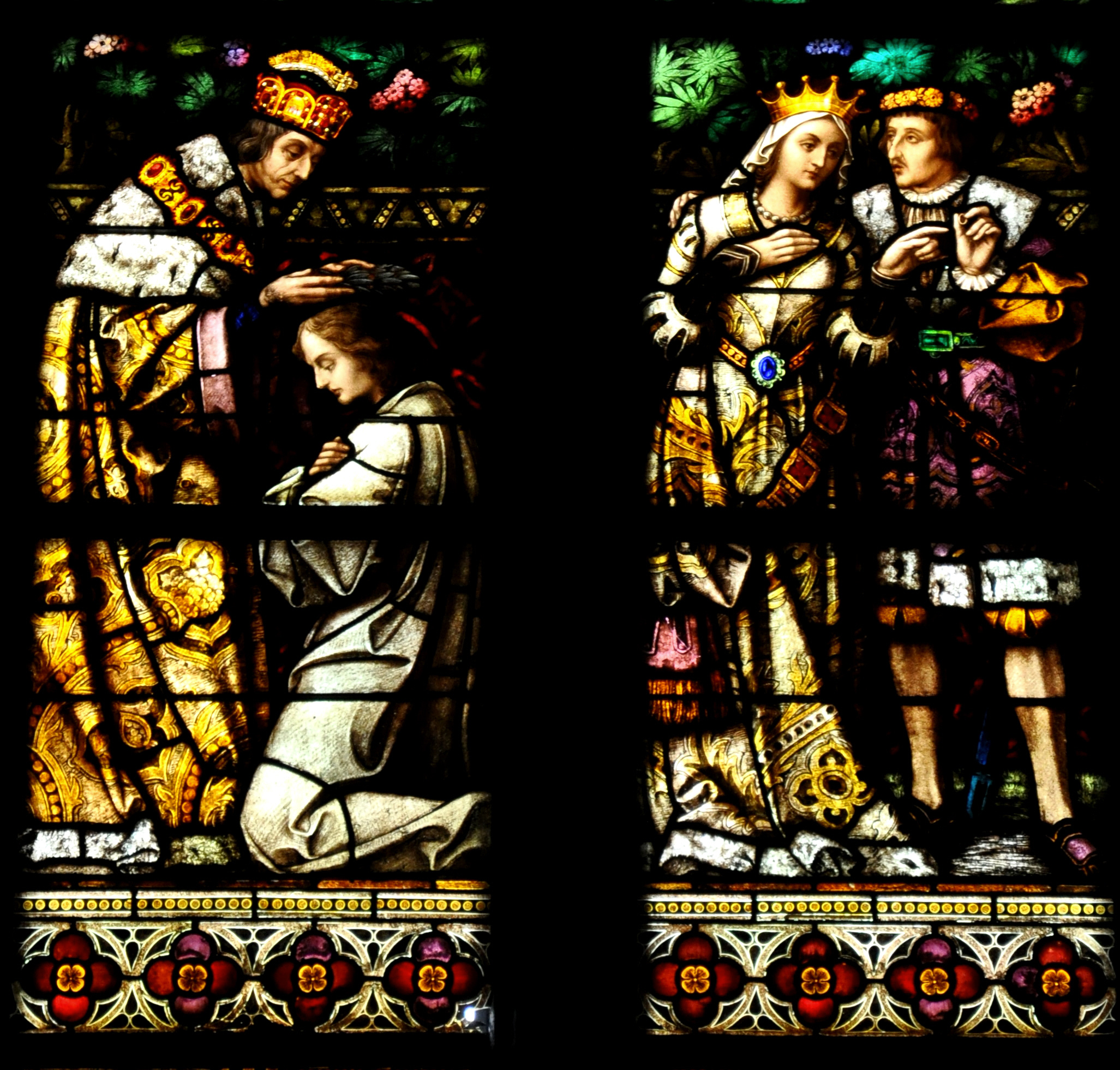
Vincenz Lang wird vom Kaiser zum poeta laureatus gekrönt (Neuer Dom in Linz)

Er bekam dann durch Celtis eine Stelle in Wien am neu gegründeten kaiserlichen Poetenkolleg. Am 1. März 1501 traten Lang und andere Mitglieder der Sodalitas Danubiana zusammen mit Celtis in dessen Kaiserspiel Ludus Dianae vor dem königlichen Herrscherpaar im Linzer Schloss auf. Lang spielte den Bacchus, als Höhepunkt des Spieles warf sich dieser dem zuschauenden Maximilian I. zu Füßen und bat um den Lorbeerkranz. Darauf griff Maximilian in das Spiel ein und krönte Lang zum „poeta laureatus“.
Die feierliche Einweihung des Collegiums erfolgte am 1. Februar 1502, wobei Vincentius Longinus die Lobrede auf den späteren Kaiser hielt. Lang starb schon bald danach; er soll sich am 15. Juli 1502 das Leben genommen haben, gemäß einem brieflichen Bericht von Georg Ratzenperger an Siegmund von Herberstein (bisher wurde eher 1503 als Todesjahr angenommen).
Der in einem Schreiben von Lang an Conrad Celtis erwähnte Nicolaus Germanus wurde später als Nicolaus Copernicus interpretiert.

## Würdigung
- Die Szene, in der Vinzenz Lang von König Maximilian I. 1501 mit einem Lorbeerkranz gekrönt wird, ist auf einem der Linzer Domfenster abgebildet.